# Lutz Mack
Lutz Mack född den 29 oktober 1952 i Delitzsch, Tyskland, är en östtysk gymnast.
Han tog OS-silver i lagmångkampen i samband med de olympiska gymnastiktävlingarna 1980 i Moskva.
Bedriften överträffades med OS-silver i samma gren i samband med de olympiska gymnastiktävlingarna 1980 i Moskva.